# ニューヨーク市立大学
ニューヨーク市立大学（ニューヨークしりつだいがく、City University of New York; CUNY）は、アメリカ合衆国ニューヨーク州ニューヨーク市の総合公立大学である。アメリカで最も歴史のある公立大学群の一つ。

## 概要
1847年に創立された。前身はニューヨーク市の高等教育機関「フリーアカデミー」（現在のニューヨーク市立大学シティカレッジ）。
創設者は、ニューヨーク市政府教育局長として公共政策に尽力後、初代駐日公使として来日し日米修好通商条約を締結したタウンゼント・ハリス。
ニューヨーク市マンハッタン区、ブルックリン区、クイーンズ区、ブロンクス区、スタテンアイランド区の5区全域で、11校の四年制大学と6校のコミュニティ・カレッジ、大学院大学と専門大学院とによって構成される全米で有数の大学群である。
全ての大学がそれぞれ独立した学術理事会を持ち、入試要項や入学難易度そしてカリキュラムが各大学ごと多様に設定されていて、各大学間に協定や提携のような横のつながりは薄い。
ケネス・アロー、ヘンリー・キッシンジャーなど、13人のノーベル賞受賞者を輩出している。半導体企業インテルの共同創業者であるアンドルー・グローヴ（アンディ・グローヴ）は卒業生で、彼の名を冠した工学部がある。

## ニューヨーク市立大学群リスト

### 四年制大学
- （1847年）ニューヨーク市立大学シティカレッジ City College
- （1870年）ニューヨーク市立大学ハンター校 Hunter College　（前身はアメリカ合衆国の先駆的な女子師範高等学校。1970年より男子入学を許可。）
- （1919年）ニューヨーク市立大学バルーク校 Baruch College　（旧シティカレッジ・ビジネス及び行政管理学部。1958年、財務官バーナード・M.バルークにちなみ「バルーク・スクール」に改称。1968年に経営学部へ改組、「バルーク校」に改名し独立。）
- （1930年）ニューヨーク市立大学ブルックリン校 Brooklyn College
- （1937年）ニューヨーク市立大学クイーンズ校 Queens College　（ハンター校とシティカレッジのそれぞれのクイーンズ・キャンパスを合併して設立。）
- （1946年）ニューヨーク市立大学工科カレッジ New York City College of Technology
- （1955年）ニューヨーク市立大学スタテンアイランド校 College of Staten Island
- （1964年）ニューヨーク市立大学ジョン・ジェイ・法科カレッジ John Jay College of Criminal Justice
- （1966年）ニューヨーク市立大学ヨーク校 York College
- （1968年）ニューヨーク市立大学リーマン校 Lehman College　（1931年よりハンター校ブロンクス・キャンパス。）
- （1970年）ニューヨーク市立大学メドガー・エバーズ・カレッジ Medgar Evers College

### コミュニティ・カレッジ
- （1957年）ニューヨーク市立大学ブロンクスコミュニティ・カレッジ (Bronx Community College)
- （1958年）ニューヨーク市立大学クイーンズボーロコミュニティ・カレッジ (Queensborough Community College)
- （1963年）ニューヨーク市立大学ボーロオブマンハッタンコミュニティ・カレッジ (Borough of Manhattan Community College)
- （1963年）ニューヨーク市立大学キングスボロコミュニティ・カレッジ (Kingsborough Community College)
- （1968年）ニューヨーク市立大学ラガーディアコミュニティ・カレッジ (LaGuardia Community College)
- （1970年）ニューヨーク市立大学ホストスコミュニティ・カレッジ (Hostos Community College)

### 大学院大学、専門大学院
- （1961年）ニューヨーク市立大学大学院センター The Graduate School and University Center of The City University of New York
- （1973年) ソフィス・デービス・メディカルスクール Sophie Davis School of Biomedical Education
- （1983年）ニューヨーク市立大学法科大学院 The City University of New York Law School
- （2006年）ニューヨーク市立大学ジャーナリズム大学院 The City University of New York Graduate School of Journalism